# Wokou

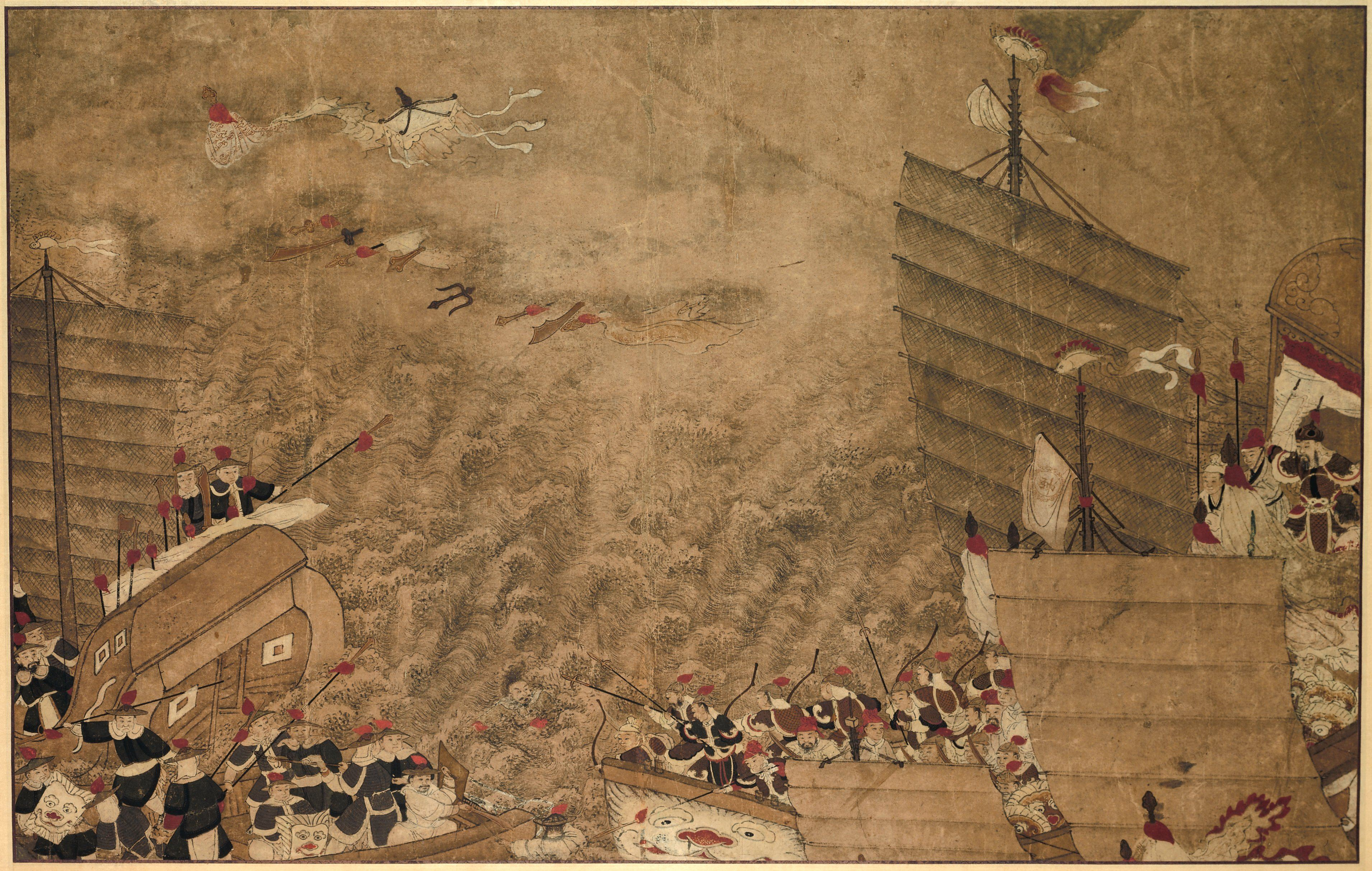
Quadro del XVIII secolo raffigurante una battaglia navale tra cinesi e pirati giapponesi.

Wokou (in cinese: 倭寇, in giapponese: 倭寇, wakou in coreano: 왜구, waegu), letteralmente pirati giapponesi o pirati nani, furono dei pirati di varia provenienza etnica (giapponesi, coreani e cinesi), mutevole anche a seconda del periodo, che razziarono le coste della Cina, del Giappone e della Corea tra il XIV ed il XVII secolo.
 
I wokou operarono tra la terraferma cinese e le isole del Mar del Giappone e del Mar Cinese Orientale ove si trovavano le loro basi. Le loro attività in Corea declinarono dopo il trattato di Gyehae nel 1443 ma perdurarono nella Cina dei Ming, raggiungendo l'apice durante le c.d. "incursioni wokou sotto Jiajing" alla metà del XVI secolo. Le rappresaglie cinesi e le forti repressioni da parte delle autorità giapponesi portarono virtualmente alla scomparsa degli wokou nel corso del Seicento.

Il termine è una combinazione tra le parole cinesi 倭T, WōP, lett. "nano/giapponese" e 寇T, KouP, lett. "bandito".

## Storia
Nel fenomeno della pirateria wokou si possono contraddistinguere due diverse epoche. I primi wokou si insediarono nelle isole esterne del Giappone, mentre i pirati del XVI secolo erano a maggioranza non giapponese. Questi primi pirati razziarono sia le coste giapponesi che quelle cinesi e coreane.

Il primo utilizzo della parola Wokou è da far risalire alla stele di Gwanggaeto, pietra monumentale eretta nella moderna città di Ji'an, in Cina, per celebrare le gesta dell'imperatore coreano Gwanggaeto di Goguryeo. Nelle iscrizioni della stele si legge come i wokou abbiano attraversato il mare e siano stati sconfitti dall'imperatore nel 404 d.C.

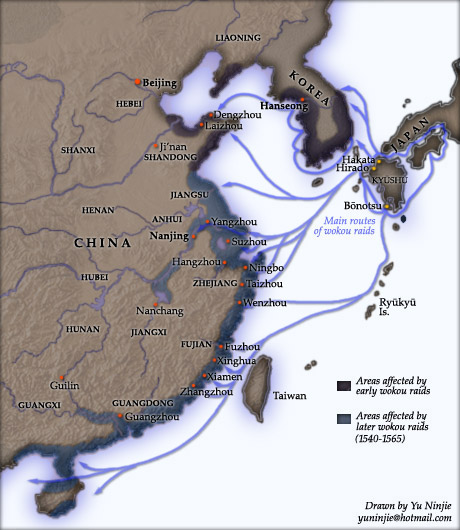
Raid wokou durante il XIV e XVII secolo.

### Primi wokou
Gli annali riportano che la principale base dei primi gruppi wokou fosse sull'isola di Tsushima e sulle isole Gotō. Jeong Mong-ju fu inviato in Giappone per cercare di risolvere il problema e durante la sua visita Imagawa Sadayo, governatore di Kyūshū, soppresse i pirati e restituì le proprietà trafugate ai rispettivi proprietari coreani. Nel 1405 Ashikaga Yoshimitsu consegnò alle autorità cinesi 20 pirati catturati, i quali vennero bolliti in un calderone nella città di Ningbo.
Secondo gli annali coreani, le attività di pirateria furono particolarmente intense a partire dal 1350. Dopo una serie di invasioni annuali nella provincie meridionali di Jeolla e Gyeongsang, i pirati spostarono le loro mire verso nord nelle province di Chungcheong e Gyeonggi. Nella "Storia di Goryeo" vengono citate delle battaglie navali durante il 1380 a cui parteciparono centinaia di navi da guerra mandate aJinpo per debellare la minaccia dei pirati giapponesi, riuscendo a liberare 334 prigionieri e diminuendo l'attività nemica nell'area. La vittoria fu resa possibile grazie all'uso di armi a polvere da sparo, delle quali i wokou non possedevano nessuna maestria, dopo la costituzione da parte di Goryeo dell'Ufficio per le Armi da Sparo nel 1377 (abolito 12 anni dopo).
 La Corea lanciò un attacco contro i pirati che avevano la loro base sull'isola di Tsushima anche nel 1419, con quella che viene ricordata come spedizione orientale Gihae. La flotta del generale Yi Jong-mu, composta da 227 navi e 17.285 soldati, partì dall'isola di Geoje alla volta di Tsushima il 19 giugno 1419. I piani dell'attacco coreano erano guidati da pirati giapponesi catturati. Dopo essere sbarcati, il generale Yi Jong-mu inviò i prigionieri come emissari per la richiesta di resa. Non ricevendo risposta, inviò i suoi soldati ad attaccare e distruggere l'insediamento e le forze dei pirati. L'esercito coreano riuscì a distruggere 129 navi, 1939 case e uccidere o schiavizzare 135 abitanti della costa così come riuscì a liberare 131 prigionieri cinesi e coreani.
Alcuni dei forti costruiti lungo la line della costa per proteggere le popolazioni dagli attacchi dei wokou sono ancora visibili nelle province del Fujian e Zhejiang. Tra questi ci sono la fortezza di Pucheng e la fortezza di Chongwu, così come le rovine della fortezza di Liu'ao.

### Wokou di epoca posteriore
Secondo i resoconti della "Storia dei Ming", il 30% dei pirati wokou erano giapponesi, mentre il 70% erano di origine cinese. 
A causa della dilagante corruzione all'interno della corte dei Ming, molti ufficiali cinesi intrattenevano relazioni con i pirati e beneficiavano delle loro scorrerie, rendendo difficile il controllo e la repressione del fenomeno da parte delle autorità centrali. Due importanti figure che contrastarono l'attività dei pirati furono Qi Jiguang e Yu Dayou. Quest'ultimo fu un generale della dinastia Ming che venne incaricato di difendere la costa dagli assalti dei pirati. Nel 1553, all'età di soli 26 anni, Qi Jiguang divenne Assistente Militare regionale per i sovrani Ming con il compito di punire i pirati e proteggere la popolazione, che significava attaccare le bande wokou prima questi iniziassero le loro scorrerie. Nel giro di un anno Qi Jiguang venne nominato Commissario della regione di Zhejiang per via dei numerosi successi raccolti durante le sue campagne.
| Regno                 | Regione  | Regione  | Regione  | Regione  | Regione | Regione   | Totale |
| Regno                 | Liaoning | Shandong | Jiangnan | Zhejiang | Fujian  | Guangdong | Totale |
| --------------------- | -------- | -------- | -------- | -------- | ------- | --------- | ------ |
| Hongwu (1358–1398)    | 1        | 7        | 5        | 21       | 3       | 9         | 46     |
| Jianwen (1399–1402)   |          |          |          | 2        |         |           | 2      |
| Yongle (1403–1424)    | 2        | 8        | 4        | 25       | 1       | 3         | 43     |
| Hongxi (1425)         |          |          |          |          |         |           | 0      |
| Xuande (1426–1435)    |          |          |          | 1        | 1       | 1         | 3      |
| Zhengtong (1436–1449) | 1        |          |          | 10       |         |           | 11     |
| Jingtai (1450–1456)   |          |          |          | 1        |         |           | 1      |
| Tianshun (1457–1464)  |          |          |          |          |         |           | 0      |
| Chenghua (1465–1487)  |          |          |          | 1        |         | 1         | 2      |
| Hongzhi (1488–1505)   |          |          |          |          |         | 1         | 1      |
| Zhengde (1506–1521)   |          | 1        |          |          |         | 1         | 2      |
| Jiajing (1522–1566)   |          | 5        | 207      | 192      | 158     | 39        | 601    |
| Longqing (1567–1572)  |          |          |          |          |         | 19        | 19     |
| Wanli (1573–1619)     |          | 1        |          | 5        |         | 9         | 15     |
| Total                 | Total    | Total    | Total    | Total    | Total   | Total     | 746    |

## Controversie sull'identità
L'identità dei gruppi wokou è fonte di dibattito, con varie teorie sulla composizione etnica e origine nazionale dei pirati.
Nel 1966, il professor Takeo Tanaka dell'università di Tokio propose una teoria secondo cui i wokou non fossero altro che coreani insediati sulle isole esterne. Negli Annali della dinastia Joseon, la parte relativa a Sejong il Grande cita un vassallo chiamato Yi Sun-mong (이순몽 1386-1449) riferì al monarca di aver udito di gruppi armati di contadini coreani vestiti alla giapponese, causare disordini e razzie durante il tardo periodo Goryeo. Non essendo vissuto durante la dinastia Goryeo, le voci riportate da Yi non possono essere considerate altro che tali o leggende, piuttosto che prove documentate. Il discorso di Yi si concentra, fondamentalmente, sul deterioramento della sicurezza nazionale ed è quindi possibile che l'informazione sia stata strumentalizzata per supportare le sue mire. L'inattendibilità del discorso di Yi, inoltre, è reso tale in quanto nelle Goryeo-sa sono registrati 529 attacchi da parte dei wokou tra il 1223 e il 1392, ma solo 3 volte vengono menzionati i "finti giapponesi", per questo non considerata come fonte valida da altri ricercatori.
La teoria prevalentemente accettata è quella di Shōsuke Murai, il quale ha dimostrato nel 1988 la diversa provenienza etnica dei primi wokou. Murai considera i wokou come uomini emarginati che vivevano in un'area politicamente instabile. I sostenitori di questa teoria evidenziano il fatto che uno dei leader dei primi wokou, Ajibaldo, fu riconosciuto da varie fonti come originario della Mongolia, del Giappone, della Corea o semplicemente come "abitante delle isole", sebbene il suo nome sia di origine coreana o mongolica.